# Mautoba
Mautoba ist eine osttimoresische Aldeia im Suco Fahisoi (Verwaltungsamt Remexio, Gemeinde Aileu). 2015 lebten in der Aldeia 556 Menschen.

## Geographie und Einrichtungen
Die Aldeia Mautoba liegt im Südosten des Sucos Fahisoi. Nördlich liegt die Aldeia Deruti. Im Süden und Westen grenzt Mautoba an den Suco Maumeta und im Westen an das Verwaltungsamt Aileu mit den Sucos Fahiria und Saboria.
Im Zentrum der Aldeia treffen im Dorf Mautoba Straßen aus der Landeshauptstadt Dili im Norden, Namolesso im Süden und dem Suco Maumeta im Osten aufeinander. An der Straße nach Remexio liegt die Siedlung Riheu, abseits der Straße nach Dili das Dorf Estaurlatan (Maunahei).
Neben einem kleinen Markt und einem Wassertank finden sich im Dorf Manitoba die Grundschule Ciclo de Mautoba, die katholische Kapelle Nossa Sehora de Fatima und die Kirche Samaria Remexiu der Igreja Evangélica Presbiteriana de Timor-Leste (IEPTL).